# Юліанський день
Юліанський день — одиниця вимірювання часу в системі Юліанського датування (JD), що використовується в астрономії. Юліанська дата є числом астрономічних діб від полудня 1 січня 4713 року до н. е. за юліанським календарем.
Юліанські дні — один зі способів встановлення поточної дати простим відліком кількості днів, які пройшли з деякої віддаленої дати.
Ця кількість днів називається Юліанським днем, скорочено ЮД. Точкою відліку, ЮД=0, є перше січня 4713 року до нашої ери (або перше січня — 4712 року, оскільки немає року з номером 0). Такий спосіб визначення дати дуже зручний, оскільки робить простим визначення кількості днів між двома подіями простим відніманням значень ЮД для кожної з них. Але такий розрахунок є досить складним у рамках звичайного (григоріанського) календаря, оскільки у ньому дні групуються у місяці, які мають різну кількість днів, а також існує ускладнення у вигляді високосних років.
Перетворення дат стандартного (григоріанського) календаря на Юліанські дні і навпаки краще за все покласти на спеціалізовану програму, на зразок Астрокалькулятора KStars.

## Приклад
Простий приклад формули перетворення дати за григоріанським календарем на юліанський день:
ЮД = Д — 32075 + 1461*(Р + 4800 + (М — 14) / 12) / 4 + 367*(М — 2 - (М — 14) / 12 * 12) / 12 — 3*((Р + 4900 + (М — 14) / 12) / 100) / 4
де Д — день місяця (1-31), М — місяць (1-12), а Р — рік (1801—2099). Ця формула працює лише для дат у проміжку між 1801 роком і 2099 роком нашої ери. Віддаленіші від нашої дати вимагають складніших перетворень.
Прикладом Юліанського дня є: ЮД 2440588, що відповідає 1 січня 1970 року.
Юліанські дні також можна використовувати для визначення часу; час визначається як дробова частка доби, за точку відліку береться час півдня, 12:00 (не північ). Отже, 15:00 1 січня 1970 року відповідає ЮД 2440588,125 (оскільки 15:00 це третя година опівдні, а 3/24 = 0,125 дня). Зауважте, що Юліанські дні визначають за Всесвітнім, а не місцевим часом.
Астрономи використовують окремі значення ЮД як важливі опорні точки, які називають епохами. Одна з широко використовуваних епох називається Ю2000; це 1 січня 2000 року 12:00 = ЮД 2451545,0.
Юліанське датування рекомендовано Міжнародним астрономічним союзом.
Номер поточного юліанського дня (JDN) — 2 460 732, поточний час виражений у юліанських днях — 2 460 732,1694444.